# 天井源乡
天井源乡，是中华人民共和国江西省抚州市南城县下辖的一个乡镇级行政单位。

## 行政区划
天井源乡下辖以下地区：
南源村、尧坊村、田螺石村、良湖村、周坊村、曾坊村、新建村、曹坊村、罗坊村、天井源村、蔡王殿村、河垅村和港下园村。

## 中国传统村落
2013年8月，尧坊村被评为第二批中国传统村落。